# 순항전차 A34 코멧
코멧 전차 또는 순항 전차 코멧 I (A34)는 영국의 순항 전차로 제2차 세계 대전 말기에 처음으로 실전에 투입되었다. 이 전차는 크롬웰 전차의 개량형으로 개발될 예정이었으며, 77mm 포 HV를 새로 만든 포탑에 장착했다. 이 주포는 전쟁 말기 등장한 독일 5호 전차 판터나 6호 전차 티거 1을 상대하는데 효과적이었다. 이 전차는 전시에 생산된 영국 전차들 중 가장 성능이 좋은 전차에 속한다는 평가를 받는다. 이후에도 영국은 이 전차를 1950년대 말까지 운용한다. 크롬웰 개량형이었던 코멧은 챌린저 전차를 구식으로 만들었으며 센츄리온 전차의 개발을 촉진시켰다.